# Trzeci multipleks naziemnej telewizji cyfrowej w Polsce
Trzeci multipleks naziemnej telewizji cyfrowej w Polsce (MUX 3) – jeden z multipleksów naziemnej telewizji cyfrowej nadawanej na terenie Polski. Oficjalny start trzeciego multipleksu naziemnej telewizji cyfrowej to 27 października 2010 roku. 23 lipca 2013 roku zasięg multipleksu objął docelowe 99,5% populacji kraju. W skład multipleksu wchodzą wyłącznie kanały nadawcy publicznego – Telewizji Polskiej S.A., który dysponuje samodzielnie również MUX 6. Multipleks nadaje programy w standardzie DVB-T2/HEVC w rozdzielczości HD.

## Historia
W związku z wyłączeniem naziemnej telewizji analogowej, które dokonało się w siedmiu etapach od 7 listopada 2012 do 23 lipca 2013 roku, uruchomiono trzy multipleksy naziemnej telewizji cyfrowej. Na potrzeby Telewizji Polskiej przeznaczono w całości MUX 3. 2 kwietnia 2010 roku Emitel został operatorem technicznym trzeciego multipleksu. Regularne nadawanie multipleksu rozpoczęto 27 października 2010 roku.
Od 30 sierpnia 2011 do 1 września 2013 roku nadawano dwie wersje regionalne TVP Info z wybranych nadajników. 1 stycznia 2014 roku Telewizja Polska we współpracy z ówczesnym Ministerstwem Administracji i Cyfryzacji uruchomiła na MUX 3 w całym kraju Regionalny System Ostrzegania – usługę informującą obywateli o zagrożeniach związanych z ich życiem i mieniem. Od 25 do 28 kwietnia 2014 roku uruchomiono 27 dodatkowych nadajników MUX 3 o małej i średniej mocy.
22 grudnia 2021 roku do multipleksu dołączył serwis Sprawdzam TV. Kanał nadawał z użyciem kodeka HEVC dla obrazu i Dolby Digital Plus (E-AC-3) dla dźwięku. Był przeznaczony do sprawdzania zgodności odbiorników telewizyjnych z systemem naziemnej telewizji cyfrowej DVB-T2/HEVC. Emitowana była na nim animowana plansza z komunikatem tekstowym i czytaną przez lektora informacją o zgodności odbiornika. Planszę wyłączono 15 czerwca 2022 roku.
Pierwotnie trzeci multipleks naziemnej telewizji cyfrowej miał zmienić standard nadawania z dotychczasowego DVB-T/MPEG-4 na nowy DVB-T2/HEVC w tym samym czasie co MUX 1, 2 i 4, ale w marcu 2022 roku Urząd Komunikacji Elektronicznej na wniosek Ministra Spraw Wewnętrznych i Administracji Mariusza Kamińskiego zmienił rezerwację częstotliwości MUX 3, tak aby mógł nadawać w dotychczasowym standardzie DVB-T/MPEG-4 po 27 czerwca 2022 roku, czyli po zakończeniu procesu zmiany standardu w całym kraju. Jak informował UKE, miało to związek z eskalacją działań dezinformacyjnych o zasięgu międzynarodowym, niosących zagrożenia dla obronności i bezpieczeństwa Polski z powodu zbrojnej napaści Rosji na terytorium Ukrainy rozpoczętej 24 lutego 2022 roku oraz z funkcjonowaniem Regionalnego Systemu Ostrzegania, którego zasięg działania jest wprost powiązany z zasięgiem MUX 3. Telewizja Polska mogła zmienić standard nadawania MUX 3 z DVB-T/MPEG-4 na DVB-T2/HEVC w dowolnie wybranym przez siebie terminie do 31 grudnia 2023 roku, po wcześniejszym uzyskaniu nowych pozwoleń radiowych.
Ostatecznie zmiana standardu nadawania MUX 3 z DVB-T/MPEG-4 na DVB-T2/HEVC miała miejsce w nocy z 14 na 15 grudnia 2023 roku w zachodniej części kraju (województwa: zachodniopomorskie, pomorskie, lubuskie, wielkopolskie, kujawsko-pomorskie, łódzkie, dolnośląskie, opolskie i śląskie), a 19 grudnia 2023 roku multipleks został przełączony we wschodniej części kraju (województwa: lubelskie, małopolskie, mazowieckie, podkarpackie, podlaskie, świętokrzyskie i warmińsko-mazurskie). Zgodnie z wcześniejszymi planami Telewizji Polskiej, po migracji multipleksu do standardu DVB-T2/HEVC, wszystkie kanały będące jego częścią nadają w jakości HD.
11 stycznia 2023 roku do multipleksu dołączyły kanały internetowe TVP ABC 2, TVP Kultura 2, TVP Historia 2 dotychczas nadające w technologii HbbTV na MUX 8, a 20 stycznia 2023 roku również dołączyła aplikacja TVP GO przeniesiona z MUX 6.

## Skład multipleksu
Stan na 19 grudnia 2023 roku.

### Programy telewizyjne
| LCN | Nazwa kanału | Logo | Format obrazu |
| --- | ------------ | ---- | ------------- |
| 1   | TVP1         |      | 16:9 HDTV     |
| 2   | TVP2         |      | 16:9 HDTV     |
| 3   | TVP3         |      | 16:9 HDTV     |
| 29  | TVP ABC      |      | 16:9 HDTV     |
| 30  | TVP Kultura  |      | 16:9 HDTV     |
| 31  | TVP Historia |      | 16:9 HDTV     |
| 32  | TVP Sport    |      | 16:9 HDTV     |
| 34  | TVP Info     |      | 16:9 HDTV     |

### Programy internetowe (HbbTV)
| LCN | Nazwa kanału   | Logo | Charakter przekazu |
| --- | -------------- | ---- | ------------------ |
| 88  | TVP GO         |      | aplikacja          |
| 91  | TVP World      |      | kanał telewizyjny  |
| 92  | TVP ABC 2      |      | kanał telewizyjny  |
| 93  | TVP Historia 2 |      | kanał telewizyjny  |
| 94  | TVP Kultura 2  |      | kanał telewizyjny  |

## Harmonogram uruchomień
Uruchomienie multipleksu trzeciego odbywało się w czterech etapach:
| Etapy wdrażania multipleksu | Harmonogram | Realizacja |
| --------------------------- | --- | --- |
| Etap 1                      | do 27 października 2010 uruchomienie emisji z 9 obiektów (zasięg dla 58% populacji zamieszkującej obszar objęty etapem) | uruchomiony 27 października 2010 r. w Gdańsku, Iławie, Pile, Płocku, Poznaniu, Siedlcach, Szczecinie oraz dwa nadajniki w Warszawie |
| Etap 2                      | do 27 kwietnia 2011 uruchomienie emisji z 4 obiektów (zasięg dla 20% populacji zamieszkującej obszar objęty etapem)     | uruchomiony 19 kwietnia 2011 r. nadajniki w Białymstoku, Gorzowie Wielkopolskim, Łodzi i Rzeszowie |
| Etap 3                      | do 27 października 2011 uruchomienie emisji z 9 obiektów (zasięg dla 45% populacji zamieszkującej obszar objęty etapem) | uruchomiony 25 października 2011 r. w Bydgoszczy, Częstochowie, Elblągu, Katowicach, Kielcach, Krakowie, Legnicy, Olsztynie, Opolu i Wrocławiu |
| Etap 4                      | do 28 listopada 2012 uruchomienie emisji z 7 obiektów                                                                   | uruchomiony 28 listopada 2012 r. Bolewice, Gdynia, Wejherowo, Szymbark, Choczewo, Głogów i Wągrowiec |
| Etap 4                      | proces uruchamiania nastąpił 19-20 marca 2013                                                                           | uruchomiony 19 marca 2013 r. w: Rzeszowie, Szczecinie, Warszawie i Wiśle (dodatkowo Bieszczady/Jawor, Poznań/Śrem) 19-20 marca 2013 r. uruchamiano emisje na 45 stacjach doświetlających w województwie śląskim i podkarpackim |
| Etap 4                      | proces uruchamiania nastąpił 22-23 kwietnia 2013                                                                        | uruchomiono 22-23 kwietnia 2013 r., nadajniki: Częstochowa, Gorlice, Kłodzko Krynica-Zdrój, Kudowa-Zdrój, Międzybrodzie Bialskie, Olesno, Opole, Rabka, Szczawnica (2 stacje), Tarnów, Wałbrzych, Wrocław (2 stacje) oraz Zakopane – ogółem 16 stacji głównych oraz 40 stacji doświetlających małej mocy (tzw. gapfillery) |
| Etap 4                      | proces uruchamiania nastąpił 20 maja 2013                                                                               | uruchomiono 20 maja 2013 r., nadajniki: Białogard/Sławoborze, Bydgoszcz/Trzeciewiec/ul.Chodkiewicza, Człuchów/ul.Szkolna, Damasławek, Gniezno/Chojna, Kalisz/Chełmce/Mikstat, Kamieńsk/Zwałowisko, Katowice/Kosztowy, Konin/Żółwieniec, Koszalin/Gołogóra/Góra Chełmska, Kraków/Chorągwica/Krzemionki, Kruszynki, Lębork/Skórowo Nowe, Łódź/komin EC-4, Słupsk/ul.Banacha, Tarnów/g.Św.Marcina, Toruń/komin EC, Zielona Góra/Jemiołów, Żagań/Wichów oraz 22 stacje doświetlające                                             |
| Etap 4                      | proces uruchamiania nastąpił 17 czerwca 2013                                                                            | uruchomiono 17 czerwca 2013 r., nadajniki: Białystok/Krynice, Dęblin/Ryki, Kazimierz Dolny/Góry I, Kielce/Święty Krzyż/komin EC, Lublin/Piaski, Olsztyn/Pieczewo, Opoczno/Przysucha-Kozłowiec, Ciechanów/ul.Monte Cassino, Płock/Rachocin, Przemyśl/Tatarska Góra, Siedlce/Łosice, Suwałki/Krzemianucha, Zamość/Tarnawatka, Busko Zdrój, Chruszczewka, Czyże, Dobromierz/Włoszczowa, Makarki/Siemiatycze, Radom/ul.Przytycka, Różan/ul.Sienkiewicza, Sandomierz, Turośl/Era, Kraków/Chorągwica oraz 8 stacji doświetlających |
| Etap 4                      | proces uruchamiania nastąpił 23 lipca 2013 (objęcie zasięgiem 99,5% mieszkańców)                                        | uruchomiono 23 lipca 2013 r., nadajniki: Giżycko/Miłki, Jelenia Góra/Śnieżne Kotły, Lubań/Nowa Karczma, Leżajsk/Giedlarowa, Łomża/Szosa Zambrowska, Ostrołękę/Ławy, Cieszanów, Głogów/komin EC Widziszów, Legnica/ul.Piastowska, Przemyśl/Tatarska Góra oraz 13 stacji doświetlających |

## Zmiany w składzie multipleksu

### III multipleks telewizyjny od 27 października 2010[21]
| LCN | Nazwa programu |
| --- | -------------- |
| 1   | TVP1           |
| 2   | TVP2           |
| 3   | TVP Info       |
| 16  | TVP Kultura    |
| 17  | TVP Historia   |

### III multipleks telewizyjny od 30 sierpnia 2011[21][3]
| LCN | Nazwa programu          |
| --- | ----------------------- |
| 1   | TVP1                    |
| 2   | TVP2                    |
| 3   | TVP Info                |
| 16  | TVP Kultura             |
| 17  | TVP Historia            |
| ?   | TVP Info (druga wersja) |

### III multipleks telewizyjny od 9 grudnia 2011[22]
| LCN | Nazwa programu          |
| --- | ----------------------- |
| 1   | TVP1                    |
| 2   | TVP2                    |
| 3   | TVP Info                |
| 16  | TVP Kultura             |
| 17  | TVP Historia            |
| 18  | TVP Polonia             |
| ?   | TVP Info (druga wersja) |

### III multipleks telewizyjny od 1 czerwca 2012[21]
| LCN | Nazwa programu          |
| --- | ----------------------- |
| 1   | TVP1                    |
| 2   | TVP2 HD                 |
| 3   | TVP Info                |
| 16  | TVP Kultura             |
| 17  | TVP Historia            |
| 18  | TVP Polonia             |
| ?   | TVP Info (druga wersja) |

### III multipleks telewizyjny od 15 kwietnia 2013[23]
| LCN | Nazwa programu          |
| --- | ----------------------- |
| 1   | TVP1                    |
| 2   | TVP2 HD                 |
| 3   | TVP Info                |
| 16  | TVP Kultura             |
| 17  | TVP Historia            |
| 18  | TVP Polonia             |
| 19  | TVP Rozrywka            |
| ?   | TVP Info (druga wersja) |

### III multipleks telewizyjny od 1 września 2013[24]
| LCN | Nazwa programu |
| --- | -------------- |
| 1   | TVP1           |
| 2   | TVP2 HD        |
| 3   | TVP Regionalna |
| 16  | TVP Kultura    |
| 17  | TVP Historia   |
| 18  | TVP Polonia    |
| 19  | TVP Rozrywka   |

### III multipleks telewizyjny od 15 lutego 2014[25][26]
| LCN | Nazwa programu |
| --- | -------------- |
| 1   | TVP1 HD        |
| 2   | TVP2 HD        |
| 3   | TVP Regionalna |
| 30  | TVP Kultura    |
| 31  | TVP Historia   |
| 32  | TVP Polonia    |
| 33  | TVP Rozrywka   |
| 34  | TVP Info       |

### III multipleks telewizyjny od 2 stycznia 2016[27]
| LCN | Nazwa programu |
| --- | -------------- |
| 1   | TVP1 HD        |
| 2   | TVP2 HD        |
| 3   | TVP3           |
| 30  | TVP Kultura    |
| 31  | TVP Historia   |
| 32  | TVP Polonia    |
| 33  | TVP Rozrywka   |
| 34  | TVP Info       |

### III multipleks telewizyjny od 19 lipca 2016[28]
| LCN | Nazwa programu |
| --- | -------------- |
| 1   | TVP1 HD        |
| 2   | TVP2 HD        |
| 3   | TVP3           |
| 30  | TVP Kultura    |
| 31  | TVP Historia   |
| 33  | TVP Rozrywka   |
| 34  | TVP Info       |

### III multipleks telewizyjny od 30 września 2016[29]
| LCN | Nazwa programu |
| --- | -------------- |
| 1   | TVP1 HD        |
| 2   | TVP2 HD        |
| 3   | TVP3           |
| 30  | TVP Kultura    |
| 31  | TVP Historia   |
| 33  | TVP Rozrywka   |
| 34  | TVP Info HD    |

### III multipleks telewizyjny od 7 czerwca 2018[30]
| LCN | Nazwa programu |
| --- | -------------- |
| 1   | TVP1 HD        |
| 2   | TVP2 HD        |
| 3   | TVP3           |
| 30  | TVP Kultura    |
| 31  | TVP Historia   |
| 32  | TVP Sport      |
| 34  | TVP Info HD    |

### III multipleks telewizyjny od 23 października 2019[31]
| LCN | Nazwa programu |
| --- | -------------- |
| 1   | TVP1 HD        |
| 2   | TVP2 HD        |
| 3   | TVP3           |
| 31  | TVP Historia   |
| 32  | TVP Sport HD   |
| 34  | TVP Info HD    |

### III multipleks telewizyjny od 28 marca 2020[32][d]
| LCN | Nazwa programu |
| --- | -------------- |
| 1   | TVP1 HD        |
| 2   | TVP2 HD        |
| 3   | TVP3           |
| 31  | TVP Historia   |
| 32  | TVP Sport      |
| 34  | TVP Info HD    |
| 37  | TVP Rozrywka   |

### III multipleks telewizyjny od 9 czerwca 2020[33]
| LCN | Nazwa programu |
| --- | -------------- |
| 1   | TVP1 HD        |
| 2   | TVP2 HD        |
| 3   | TVP3           |
| 31  | TVP Historia   |
| 32  | TVP Sport HD   |
| 34  | TVP Info HD    |

### III multipleks telewizyjny od 22 grudnia 2021[8]
| LCN | Nazwa programu |
| --- | -------------- |
| 1   | TVP1 HD        |
| 2   | TVP2 HD        |
| 3   | TVP3           |
| 28  | Sprawdzam TV   |
| 31  | TVP Historia   |
| 32  | TVP Sport HD   |
| 34  | TVP Info HD    |

### III multipleks telewizyjny od 15 czerwca 2022[9]
| LCN | Nazwa programu |
| --- | -------------- |
| 1   | TVP1 HD        |
| 2   | TVP2 HD        |
| 3   | TVP3           |
| 31  | TVP Historia   |
| 32  | TVP Sport HD   |
| 34  | TVP Info HD    |

### III multipleks telewizyjny od 11 stycznia 2023[16]
Programy telewizyjne
| LCN | Nazwa programu |
| --- | -------------- |
| 1   | TVP1 HD        |
| 2   | TVP2 HD        |
| 3   | TVP3           |
| 31  | TVP Historia   |
| 32  | TVP Sport HD   |
| 34  | TVP Info HD    |

Programy internetowe (HbbTV)
| LCN | Nazwa programu | Charakter przekazu |
| --- | -------------- | ------------------ |
| 92  | TVP ABC 2      | kanał telewizyjny  |
| 93  | TVP Historia 2 | kanał telewizyjny  |
| 94  | TVP Kultura 2  | kanał telewizyjny  |

### III multipleks telewizyjny od 20 stycznia 2023[17]
Programy telewizyjne
| LCN | Nazwa programu |
| --- | -------------- |
| 1   | TVP1 HD        |
| 2   | TVP2 HD        |
| 3   | TVP3           |
| 31  | TVP Historia   |
| 32  | TVP Sport HD   |
| 34  | TVP Info HD    |

Programy internetowe (HbbTV)
| LCN | Nazwa programu | Charakter przekazu |
| --- | -------------- | ------------------ |
| 88  | TVP GO         | aplikacja          |
| 92  | TVP ABC 2      | kanał telewizyjny  |
| 93  | TVP Historia 2 | kanał telewizyjny  |
| 94  | TVP Kultura 2  | kanał telewizyjny  |

### III multipleks telewizyjny od 28 marca 2023[34]
Programy telewizyjne
| LCN | Nazwa programu |
| --- | -------------- |
| 1   | TVP1 HD        |
| 2   | TVP2 HD        |
| 3   | TVP3           |
| 31  | TVP Historia   |
| 32  | TVP Sport HD   |
| 34  | TVP Info HD    |

Programy internetowe (HbbTV)
| LCN | Nazwa programu | Charakter przekazu |
| --- | -------------- | ------------------ |
| 88  | TVP GO         | aplikacja          |
| 91  | TVP World      | kanał telewizyjny  |
| 92  | TVP ABC 2      | kanał telewizyjny  |
| 93  | TVP Historia 2 | kanał telewizyjny  |
| 94  | TVP Kultura 2  | kanał telewizyjny  |

### III multipleks telewizyjny od 19 grudnia 2023[35]
Programy telewizyjne
| LCN | Nazwa programu |
| --- | -------------- |
| 1   | TVP1           |
| 2   | TVP2           |
| 3   | TVP3           |
| 29  | TVP ABC        |
| 30  | TVP Kultura    |
| 31  | TVP Historia   |
| 32  | TVP Sport      |
| 34  | TVP Info       |

Programy internetowe (HbbTV)
| LCN | Nazwa programu | Charakter przekazu |
| --- | -------------- | ------------------ |
| 88  | TVP GO         | aplikacja          |
| 91  | TVP World      | kanał telewizyjny  |
| 92  | TVP ABC 2      | kanał telewizyjny  |
| 93  | TVP Historia 2 | kanał telewizyjny  |
| 94  | TVP Kultura 2  | kanał telewizyjny  |

## Nadajniki multipleksu

### Nadajniki z wersją regionalnąTVP3 Białystok
| Województwo | Typ obiektu | Nazwa obiektu             | Częstotliwość (MHz) | Kanał | Charakterystyka promieniowania | Polaryzacja | Moc (kW) | Data uruchomienia nadajnika |
| ----------- | ----------- | ------------------------- | ------------------- | ----- | ------------------------------ | ----------- | -------- | --------------------------- |
| podlaskie   | RTCN        | Białystok/Krynice         | 586 MHz             | 35    | dookólna (ND)                  | pozioma (H) | 100 kW   | 17 czerwca 2013             |
| podlaskie   | RTCN        | Suwałki/Góra Krzemianucha | 538 MHz             | 29    | dookólna (ND)                  | pozioma (H) | 20 kW    | 17 czerwca 2013             |
| podlaskie   | TON         | Czyże                     | 586 MHz             | 35    | kierunkowa (D)                 | pozioma (H) | 18 kW    | 17 czerwca 2013             |
| podlaskie   | SLR         | Makarki                   | 586 MHz             | 35    | kierunkowa (D)                 | pozioma (H) | 8 kW     | 17 czerwca 2013             |
| podlaskie   | TON         | Czeremcha-Wieś            | 586 MHz             | 35    | kierunkowa (D)                 | pozioma (H) | 7,5 kW   | 27 czerwca 2022             |
| podlaskie   | TON         | Łomża/Szosa Zambrowska    | 586 MHz             | 35    | kierunkowa (D)                 | pozioma (H) | 5 kW     | 23 lipca 2013               |
| podlaskie   | TON         | Zaskrodzie                | 586 MHz             | 35    | kierunkowa (D)                 | pozioma (H) | 3,2 kW   | 27 czerwca 2022             |
| podlaskie   | TON         | Lipsk/ul. Jermakowicza    | 538 MHz             | 29    | dookólna (ND)                  | pozioma (H) | 3 kW     | 27 czerwca 2022             |
| podlaskie   | TON         | Szczuczyn                 | 586 MHz             | 35    | kierunkowa (D)                 | pozioma (H) | 1 kW     | 27 czerwca 2022             |
| podlaskie   | TSR         | Mielnik/ul. Popław        | 482 MHz             | 22    | dookólna (ND)                  | pozioma (H) | 0,005 kW | 31 października 2014        |

Opracowano na podstawie materiałów źródłowych

### Nadajniki z wersją regionalnąTVP3 Bydgoszcz
| Województwo         | Typ obiektu | Nazwa obiektu           | Częstotliwość (MHz) | Kanał | Charakterystyka promieniowania | Polaryzacja | Moc (kW) | Data uruchomienia nadajnika |
| ------------------- | ----------- | ----------------------- | ------------------- | ----- | ------------------------------ | ----------- | -------- | --------------------------- |
| kujawsko-pomorskie  | RTCN        | Bydgoszcz/Trzeciewiec   | 594 MHz             | 36    | dookólna (ND)                  | pozioma (H) | 130 kW   | 20 maja 2013                |
| warmińsko-mazurskie | RTON        | Iława/Kisielice         | 594 MHz             | 36    | kierunkowa (D)                 | pozioma (H) | 100 kW   | 28 kwietnia 2014            |
| wielkopolskie       | RTCN        | Konin/Żółwieniec        | 594 MHz             | 36    | kierunkowa (D)                 | pozioma (H) | 50 kW    | 20 maja 2013                |
| kujawsko-pomorskie  | RTON        | Toruń/Grębocin Cergia   | 594 MHz             | 36    | kierunkowa (D)                 | pozioma (H) | 21 kW    | 20 maja 2013                |
| kujawsko-pomorskie  | SLR         | Bydgoszcz/Chodkiewicza  | 594 MHz             | 36    | dookólna (ND)                  | pionowa (V) | 6 kW     | 21 października 2011        |
| kujawsko-pomorskie  | TON         | Włocławek/Zazamcze      | 594 MHz             | 36    | kierunkowa (D)                 | pozioma (H) | 6 kW     | 28 kwietnia 2014            |
| mazowieckie         | RTCN        | Płock/Rachocin          | 594 MHz             | 36    | kierunkowa (D)                 | pozioma (H) | 2,5 kW   | 15 grudnia 2023             |
| kujawsko-pomorskie  | TSR         | Grudziądz/ul. Kalinkowa | 594 MHz             | 36    | dookólna (ND)                  | pozioma (H) | 0,027 kW | 20 maja 2013                |

Opracowano na podstawie materiałów źródłowych

### Nadajniki z wersją regionalnąTVP3 Gdańsk
| Województwo         | Typ obiektu | Nazwa obiektu       | Częstotliwość (MHz) | Kanał | Charakterystyka promieniowania | Polaryzacja | Moc (kW) | Data uruchomienia nadajnika |
| ------------------- | ----------- | ------------------- | ------------------- | ----- | ------------------------------ | ----------- | -------- | --------------------------- |
| pomorskie           | RTCN        | Gdańsk/Chwaszczyno  | 482 MHz             | 22    | kierunkowa (D)                 | pozioma (H) | 100 kW   | 27 października 2010        |
| zachodniopomorskie  | RTCN        | Koszalin/Gołogóra   | 690 MHz             | 48    | kierunkowa (D)                 | pozioma (H) | 100 kW   | 20 maja 2013                |
| warmińsko-mazurskie | RTON        | Iława/Kisielice     | 482 MHz             | 22    | kierunkowa (D)                 | pozioma (H) | 100 kW   | 27 października 2010        |
| pomorskie           | SLR         | Szymbark            | 482 MHz             | 22    | kierunkowa (D)                 | pozioma (H) | 30 kW    | 28 listopada 2012           |
| pomorskie           | TON         | Człuchów/Szkolna    | 482 MHz             | 22    | dookólna (ND)                  | pozioma (H) | 20 kW    | 20 maja 2013                |
| pomorskie           | RTON        | Lębork/Skórowo Nowe | 690 MHz             | 48    | dookólna (ND)                  | pozioma (H) | 10 kW    | 20 maja 2013                |
| pomorskie           | RkCN        | Gdynia/Oksywie      | 482 MHz             | 22    | dookólna (ND)                  | pozioma (H) | 8 kW     | 28 listopada 2012           |
| pomorskie           | RTON        | Słupsk/Bierkowo     | 690 MHz             | 48    | kierunkowa (D)                 | pozioma (H) | 7 kW     | 25 kwietnia 2022            |
| pomorskie           | RTON        | Gdańsk/Jaśkowa Kopa | 482 MHz             | 22    | kierunkowa (D)                 | pozioma (H) | 3,5 kW   | 28 kwietnia 2014            |
| pomorskie           | TSR         | Choczewo/Żelazno    | 482 MHz             | 22    | kierunkowa (D)                 | pozioma (H) | 0,03 kW  | 28 listopada 2012           |
| pomorskie           | TON         | Gdańsk/Wejherowo    | 482 MHz             | 22    | kierunkowa (D)                 | pozioma (H) | 0,02 kW  | 28 listopada 2012           |

Opracowano na podstawie materiałów źródłowych

### Nadajniki z wersją regionalnąTVP3 Gorzów Wielkopolski
| Województwo | Typ obiektu | Nazwa obiektu               | Częstotliwość (MHz) | Kanał | Charakterystyka promieniowania | Polaryzacja | Moc (kW) | Data uruchomienia nadajnika |
| ----------- | ----------- | --------------------------- | ------------------- | ----- | ------------------------------ | ----------- | -------- | --------------------------- |
| lubuskie    | RTCN        | Zielona Góra/Jemiołów       | 562 MHz             | 32    | dookólna (ND)                  | pozioma (H) | 120 kW   | 20 maja 2013                |
| lubuskie    | RTCN        | Żagań/Wichów                | 562 MHz             | 32    | dookólna (ND)                  | pozioma (H) | 100 kW   | 20 maja 2013                |
| lubuskie    | TON         | Dobiegniew                  | 562 MHz             | 32    | kierunkowa (D)                 | pozioma (H) | 8 kW     | 25 kwietnia 2014            |
| lubuskie    | RON         | Gorzów Wlkp./ul. Podmiejska | 562 MHz             | 32    | kierunkowa (D)                 | pozioma (H) | 7,9 kW   | 27 kwietnia 2011            |
| lubuskie    | RTON        | Zielona Góra/ul. Ptasia     | 562 MHz             | 32    | dookólna (ND)                  | pozioma (H) | 2,5 kW   | 28 kwietnia 2014            |
| lubuskie    | TON         | Gubin                       | 562 MHz             | 32    | kierunkowa (D)                 | pozioma (H) | 0,5 kW   | 28 marca 2022               |

Opracowano na podstawie materiałów źródłowych

### Nadajniki z wersją regionalnąTVP3 Katowice
Stacje główne
| Województwo | Typ obiektu | Nazwa obiektu               | Częstotliwość (MHz) | Kanał | Charakterystyka promieniowania | Polaryzacja | Moc (kW) | Data uruchomienia nadajnika |
| ----------- | ----------- | --------------------------- | ------------------- | ----- | ------------------------------ | ----------- | -------- | --------------------------- |
| śląskie     | RTCN        | Katowice/Kosztowy           | 634 MHz             | 41    | kierunkowa (D)                 | pozioma (H) | 100 kW   | 11 października 2011        |
| śląskie     | RTCN        | Częstochowa/Wręczyca Wielka | 634 MHz             | 41    | kierunkowa (D)                 | pozioma (H) | 80 kW    | 22 kwietnia 2013            |
| śląskie     | RTON        | Wisła/Skrzyczne             | 634 MHz             | 41    | kierunkowa (D)                 | pozioma (H) | 50 kW    | 19 marca 2013               |
| śląskie     | TON         | Zabrze/Komin EC             | 634 MHz             | 41    | kierunkowa (D)                 | pozioma (H) | 20 kW    | 25 kwietnia 2014            |
| śląskie     | SLR         | Katowice/Bytków             | 634 MHz             | 41    | kierunkowa (D)                 | pionowa (V) | 10 kW    | 28 kwietnia 2014            |
| śląskie     | TON         | Katowice/Rybnik             | 634 MHz             | 41    | dookólna (ND)                  | pozioma (H) | 7 kW     | 28 kwietnia 2014            |
| śląskie     | TON         | Ogrodzieniec                | 634 MHz             | 41    | kierunkowa (D)                 | pozioma (H) | 4 kW     | 23 maja 2022                |
| śląskie     | TON         | Częstochowa/Błeszno         | 634 MHz             | 41    | dookólna (ND)                  | pozioma (H) | 3 kW     | 21 października 2011        |
| śląskie     | SLR         | Szyndzielnia                | 634 MHz             | 41    | kierunkowa (D)                 | pozioma (H) | 1 kW     | 28 kwietnia 2014            |

Stacje retransmisyjne (TSR)
| Województwo | Nazwa obiektu                  | Częstotliwość (MHz) | Kanał | Charakterystyka promieniowania | Polaryzacja | Moc (kW) | Data uruchomienia nadajnika |
| ----------- | ------------------------------ | ------------------- | ----- | ------------------------------ | ----------- | -------- | --------------------------- |
| śląskie     | Wisła/Góra Kozińce             | 634 MHz             | 41    | dookólna (ND)                  | pozioma (H) | 0,076 kW | 19 marca 2013               |
| śląskie     | Cieszyn/ul. Mickiewicza        | 634 MHz             | 41    | dookólna (ND)                  | pozioma (H) | 0,049 kW | 19 marca 2013               |
| śląskie     | Istebna/Złoty Groń             | 634 MHz             | 41    | kierunkowa (D)                 | pozioma (H) | 0,037 kW | 19 marca 2013               |
| śląskie     | Koniaków/Góra Ochodzita        | 634 MHz             | 41    | dookólna (ND)                  | pozioma (H) | 0,034 kW | 19 marca 2013               |
| śląskie     | Brenna/Wzgórze Jatny           | 634 MHz             | 41    | dookólna (ND)                  | pozioma (H) | 0,033 kW | 19 marca 2013               |
| śląskie     | Węgierska Górka/Góra Przybędza | 634 MHz             | 41    | kierunkowa (D)                 | pozioma (H) | 0,032 kW | 19 marca 2013               |
| śląskie     | Racibórz/ul. Cmentarna         | 634 MHz             | 41    | kierunkowa (D)                 | pozioma (H) | 0,026 kW | 19 marca 2013               |
| śląskie     | Ustroń/Góra Czantoria          | 634 MHz             | 41    | dookólna (ND)                  | pozioma (H) | 0,025 kW | 19 marca 2013               |
| śląskie     | Rajcza/Góra Hutyrów            | 634 MHz             | 41    | kierunkowa (D)                 | pozioma (H) | 0,022 kW | 19 marca 2013               |
| śląskie     | Koszarawa/Wzgórze Mendralowe   | 634 MHz             | 41    | kierunkowa (D)                 | pozioma (H) | 0,022 kW | 19 marca 2013               |
| śląskie     | Ujsoły/Góra Kubiesówka         | 634 MHz             | 41    | kierunkowa (D)                 | pozioma (H) | 0,018 kW | 19 marca 2013               |
| śląskie     | Szczyrk/DW Centrum             | 634 MHz             | 41    | kierunkowa (D)                 | pozioma (H) | 0,018 kW | 19 marca 2013               |
| śląskie     | Jeleśnia/Góra Krzyżowa         | 634 MHz             | 41    | kierunkowa (D)                 | pozioma (H) | 0,013 kW | 19 marca 2013               |
| śląskie     | Szczyrk/ul. Salmopolska        | 634 MHz             | 41    | kierunkowa (D)                 | pozioma (H) | 0,011 kW | 19 marca 2013               |
| śląskie     | Szczyrk/ul. Poziomkowa         | 634 MHz             | 41    | kierunkowa (D)                 | pozioma (H) | 0,010 kW | 19 marca 2013               |
| śląskie     | Żywiec/Góra Grojec             | 634 MHz             | 41    | dookólna (ND)                  | pozioma (H) | 0,010 kW | 19 marca 2013               |

Opracowano na podstawie materiałów źródłowych

### Nadajniki z wersją regionalnąTVP3 Kielce
| Województwo    | Typ obiektu | Nazwa obiektu                | Częstotliwość (MHz) | Kanał | Charakterystyka promieniowania | Polaryzacja | Moc (kW) | Data uruchomienia nadajnika |
| -------------- | ----------- | ---------------------------- | ------------------- | ----- | ------------------------------ | ----------- | -------- | --------------------------- |
| świętokrzyskie | RTCN        | Kielce/Święty Krzyż          | 682 MHz             | 47    | dookólna (ND)                  | pozioma (H) | 150 kW   | 17 czerwca 2013             |
| mazowieckie    | RTCN        | Przysucha/Kozłowiec          | 682 MHz             | 47    | kierunkowa (D)                 | pozioma (H) | 10 kW    | 3 lipca 2023                |
| świętokrzyskie | TON         | Kielce/Komin EC              | 682 MHz             | 47    | dookólna (ND)                  | pozioma (H) | 9 kW     | 17 czerwca 2013             |
| świętokrzyskie | SLR         | Dobromierz                   | 682 MHz             | 47    | dookólna (ND)                  | pozioma (H) | 9 kW     | 17 czerwca 2013             |
| świętokrzyskie | SLR         | Busko-Zdrój                  | 682 MHz             | 47    | dookólna (ND)                  | pozioma (H) | 8 kW     | 17 czerwca 2013             |
| świętokrzyskie | TON         | Jędrzejów/Skroniów           | 682 MHz             | 47    | kierunkowa (D)                 | pozioma (H) | 7 kW     | 23 maja 2022                |
| świętokrzyskie | TON         | Plechów                      | 682 MHz             | 47    | kierunkowa (D)                 | pozioma (H) | 1,5 kW   | 23 maja 2022                |
| świętokrzyskie | TON         | Sandomierz/ul. Mokoszyńska   | 682 MHz             | 47    | dookólna (ND)                  | pozioma (H) | 0,5 kW   | 17 czerwca 2013             |
| świętokrzyskie | TSR         | Starachowice/ul. Martenowska | 682 MHz             | 47    | kierunkowa (D)                 | pozioma (H) | 0,055 kW | 17 czerwca 2013             |

Opracowano na podstawie materiałów źródłowych

### Nadajniki z wersją regionalnąTVP3 Kraków
Stacje główne
| Województwo | Typ obiektu | Nazwa obiektu                | Częstotliwość (MHz) | Kanał | Charakterystyka promieniowania | Polaryzacja | Moc (kW) | Data uruchomienia nadajnika |
| ----------- | ----------- | ---------------------------- | ------------------- | ----- | ------------------------------ | ----------- | -------- | --------------------------- |
| małopolskie | RTCN        | Kraków/Chorągwica            | 482 MHz             | 22    | dookólna (ND)                  | pozioma (H) | 130 kW   | 11 października 2011        |
| małopolskie | RTON        | Tarnów/Góra Świętego Marcina | 482 MHz             | 22    | dookólna (ND)                  | pozioma (H) | 50 kW    | 22 kwietnia 2013            |
| małopolskie | RTON        | Szczawnica/Przehyba          | 578 MHz             | 34    | kierunkowa (D)                 | pozioma (H) | 22 kW    | 23 kwietnia 2013            |
| małopolskie | RTON        | Zakopane/Gubałówka           | 578 MHz             | 34    | kierunkowa (D)                 | pozioma (H) | 20 kW    | 22 kwietnia 2013            |
| małopolskie | RTON        | Rabka/Luboń Wielki           | 482 MHz             | 22    | kierunkowa (D)                 | pozioma (H) | 9,8 kW   | 22 kwietnia 2013            |
| śląskie     | RTCN        | Katowice/Kosztowy            | 482 MHz             | 22    | kierunkowa (D)                 | pozioma (H) | 5 kW     | 9 czerwca 2014              |
| małopolskie | SLR         | Kraków/Krzemionki            | 482 MHz             | 22    | dookólna (ND)                  | pozioma (H) | 2,9 kW   | 20 maja 2013                |

Stacje doświetlające (TSR)
| Województwo | Nazwa obiektu                   | Częstotliwość (MHz) | Kanał | Charakterystyka promieniowania | Polaryzacja | Moc (kW) | Data uruchomienia nadajnika |
| ----------- | ------------------------------- | ------------------- | ----- | ------------------------------ | ----------- | -------- | --------------------------- |
| małopolskie | Gorlice/Maślana Góra            | 578 MHz             | 34    | kierunkowa (D)                 | pozioma (H) | 4,5 kW   | 7 października 2014         |
| śląskie     | Międzybrodzie/Góra Żar          | 482 MHz             | 22    | kierunkowa (D)                 | pozioma (H) | 4,47 kW  | 22 kwietnia 2013            |
| małopolskie | Krynica/Góra Jaworzyna          | 578 MHz             | 34    | kierunkowa (D)                 | pozioma (H) | 2 kW     | 23 kwietnia 2013            |
| małopolskie | Szczawnica/Góra Jarmuta         | 578 MHz             | 34    | kierunkowa (D)                 | pozioma (H) | 1 kW     | 22 kwietnia 2013            |
| małopolskie | Sucha Beskidzka/Góra Sumerówka  | 482 MHz             | 22    | kierunkowa (D)                 | pozioma (H) | 0,083 kW | 22 kwietnia 2013            |
| małopolskie | Wolbrom/Chełm                   | 482 MHz             | 22    | kierunkowa (D)                 | pozioma (H) | 0,05 kW  | 31 października 2014        |
| małopolskie | Niedzica/Góra Biała             | 578 MHz             | 34    | kierunkowa (D)                 | pozioma (H) | 0,041 kW | 23 kwietnia 2013            |
| małopolskie | Stryszawa/Góra Wojewódka        | 482 MHz             | 22    | dookólna (ND)                  | pozioma (H) | 0,034 kW | 7 października 2014         |
| małopolskie | Stryszów/Góra Stryszów          | 482 MHz             | 22    | kierunkowa (D)                 | pozioma (H) | 0,03 kW  | 20 maja 2013                |
| małopolskie | Tylmanowa/Góra Matuszek         | 578 MHz             | 34    | kierunkowa (D)                 | pozioma (H) | 0,029 kW | 22 kwietnia 2013            |
| małopolskie | Łapsze Wyżne/Góra Grandeus      | 578 MHz             | 34    | kierunkowa (D)                 | pozioma (H) | 0,028 kW | 22 kwietnia 2013            |
| małopolskie | Piwniczna/Góra Kicarz           | 482 MHz             | 22    | kierunkowa (D)                 | pozioma (H) | 0,026 kW | 20 maja 2013                |
| małopolskie | Tylicz/Góra Horb                | 578 MHz             | 34    | kierunkowa (D)                 | pozioma (H) | 0,023 kW | 23 kwietnia 2013            |
| małopolskie | Tymbark/Góra Podłopień          | 482 MHz             | 22    | kierunkowa (D)                 | pozioma (H) | 0,023 kW | 20 maja 2013                |
| małopolskie | Grybów/Góra Kamienna            | 482 MHz             | 22    | dookólna (ND)                  | pozioma (H) | 0,023 kW | 22 kwietnia 2013            |
| małopolskie | Krynica/Góra Parkowa            | 578 MHz             | 34    | kierunkowa (D)                 | pozioma (H) | 0,022 kW | 23 kwietnia 2013            |
| małopolskie | Gromnik                         | 482 MHz             | 22    | dookólna (ND)                  | pozioma (H) | 0,02 kW  | 22 kwietnia 2013            |
| małopolskie | Nowy Sącz/Chruślice             | 578 MHz             | 34    | kierunkowa (D)                 | pozioma (H) | 0,02 kW  | 23 kwietnia 2013            |
| małopolskie | Ochotnica Dolna/Góra Koci Zamek | 578 MHz             | 34    | kierunkowa (D)                 | pozioma (H) | 0,02 kW  | 23 kwietnia 2013            |
| małopolskie | Zawoja/Góra Kolisty Groń        | 578 MHz             | 34    | kierunkowa (D)                 | pozioma (H) | 0,02 kW  | 20 maja 2013                |
| małopolskie | Żegiestów Wieś/Góra Cypel       | 482 MHz             | 22    | dookólna (ND)                  | pozioma (H) | 0,016 kW | 23 kwietnia 2013            |
| małopolskie | Poręba Wielka/wzn. Nowa Wieś    | 482 MHz             | 22    | kierunkowa (D)                 | pozioma (H) | 0,015 kW | 22 kwietnia 2013            |
| małopolskie | Muszyna/Góra Malnik             | 578 MHz             | 34    | kierunkowa (D)                 | pozioma (H) | 0,015 kW | 23 kwietnia 2013            |
| małopolskie | Męcina/Góra Wysokie             | 578 MHz             | 34    | kierunkowa (D)                 | pozioma (H) | 0,014 kW | 23 kwietnia 2013            |
| małopolskie | Limanowa/Góra Lipowe            | 482 MHz             | 22    | kierunkowa (D)                 | pozioma (H) | 0,014 kW | 20 maja 2013                |
| małopolskie | Zawoja/Góra Miśkowcowa          | 578 MHz             | 34    | kierunkowa (D)                 | pozioma (H) | 0,013 kW | 20 maja 2013                |
| małopolskie | Kamionka Wielka/Góra Dybówka    | 578 MHz             | 34    | kierunkowa (D)                 | pozioma (H) | 0,013 kW | 23 kwietnia 2013            |
| małopolskie | Dobra/Góra Nad Kiwajami         | 482 MHz             | 22    | kierunkowa (D)                 | pozioma (H) | 0,012 kW | 20 maja 2013                |
| małopolskie | Żegiestów Zdrój/Góra Kiczera    | 482 MHz             | 22    | dookólna (ND)                  | pozioma (H) | 0,011 kW | 23 kwietnia 2013            |
| małopolskie | Winiary                         | 482 MHz             | 22    | kierunkowa (D)                 | pozioma (H) | 0,01 kW  | 20 maja 2013                |
| małopolskie | Jabłonka/Góra Oskwarkowa        | 578 MHz             | 34    | kierunkowa (D)                 | pozioma (H) | 0,01 kW  | 22 kwietnia 2013            |
| małopolskie | Krościenko/Góra Stajkowa        | 578 MHz             | 34    | kierunkowa (D)                 | pozioma (H) | 0,01 kW  | 22 kwietnia 2013            |
| małopolskie | Racławice/Wieś                  | 482 MHz             | 22    | kierunkowa (D)                 | pozioma (H) | 0,01 kW  | 20 maja 2013                |
| małopolskie | Ochotnica Górna/Góra Utocze     | 578 MHz             | 34    | dookólna (ND)                  | pozioma (H) | 0,01 kW  | 23 kwietnia 2013            |
| małopolskie | Łącko/Góra Cebulówka            | 482 MHz             | 22    | dookólna (ND)                  | pozioma (H) | 0,01 kW  | 23 kwietnia 2013            |
| małopolskie | Rytro/Góra Cycówka              | 482 MHz             | 22    | kierunkowa (D)                 | pozioma (H) | 0,01 kW  | 20 maja 2013                |

Opracowano na podstawie materiałów źródłowych

### Nadajniki z wersją regionalnąTVP3 Lublin
| Województwo | Typ obiektu | Nazwa obiektu                 | Częstotliwość (MHz) | Kanał | Charakterystyka promieniowania | Polaryzacja | Moc (kW) | Data uruchomienia nadajnika |
| ----------- | ----------- | ----------------------------- | ------------------- | ----- | ------------------------------ | ----------- | -------- | --------------------------- |
| lubelskie   | RTCN        | Lublin/Piaski                 | 490 MHz             | 23    | dookólna (ND)                  | pozioma (H) | 110 kW   | 17 czerwca 2013             |
| lubelskie   | RTCN        | Siedlce/Łosice                | 570 MHz             | 33    | dookólna (ND)                  | pozioma (H) | 50 kW    | 17 czerwca 2013             |
| lubelskie   | RTCN        | Zamość/Tarnawatka             | 594 MHz             | 36    | dookólna (ND)                  | pozioma (H) | 50 kW    | 17 czerwca 2013             |
| lubelskie   | RTCN        | Lublin/Boży Dar               | 490 MHz             | 23    | dookólna (ND)                  | pozioma (H) | 25 kW    | 28 kwietnia 2014            |
| lubelskie   | RTCN        | Dęblin/Ryki                   | 570 MHz             | 33    | dookólna (ND)                  | pozioma (H) | 25 kW    | 17 czerwca 2013             |
| lubelskie   | TON         | Dubica Dolna                  | 570 MHz             | 33    | dookólna (ND)                  | pozioma (H) | 15 kW    | 27 czerwca 2022             |
| lubelskie   | TON         | Celiny Szlacheckie            | 570 MHz             | 33    | dookólna (ND)                  | pozioma (H) | 11,5 kW  | 27 czerwca 2022             |
| lubelskie   | RON         | Hrubieszów                    | 594 MHz             | 36    | kierunkowa (D)                 | pozioma (H) | 8 kW     | 27 czerwca 2022             |
| lubelskie   | TON         | Cegielnia-Markowicze          | 594 MHz             | 36    | kierunkowa (D)                 | pozioma (H) | 5 kW     | 27 czerwca 2022             |
| lubelskie   | SLR         | Kazimierz Dolny/Góry I        | 490 MHz             | 23    | kierunkowa (D)                 | pozioma (H) | 4 kW     | 17 czerwca 2013             |
| lubelskie   | TON         | Dobryń Duży                   | 570 MHz             | 33    | kierunkowa (D)                 | pozioma (H) | 2 kW     | 27 czerwca 2022             |
| lubelskie   | RTON        | Lublin/Raabego                | 490 MHz             | 23    | dookólna (ND)                  | pozioma (H) | 0,8 kW   | 27 kwietnia 2011            |
| lubelskie   | SLR         | Włodawa/ul. Żołnierzy WiN 22a | 490 MHz             | 23    | kierunkowa (D)                 | pozioma (H) | 0,3 kW   | 27 czerwca 2022             |
| lubelskie   | TSR         | Kraśnik/Lubelska              | 490 MHz             | 23    | dookólna (ND)                  | pozioma (H) | 0,057 kW | 17 czerwca 2013             |

Opracowano na podstawie materiałów źródłowych

### Nadajniki z wersją regionalnąTVP3 Łódź
| Województwo | Typ obiektu | Nazwa obiektu                   | Częstotliwość (MHz) | Kanał | Charakterystyka promieniowania | Polaryzacja | Moc (kW) | Data uruchomienia nadajnika |
| ----------- | ----------- | ------------------------------- | ------------------- | ----- | ------------------------------ | ----------- | -------- | --------------------------- |
| łódzkie     | RTCN        | Łódź/Zygry                      | 514 MHz             | 26    | kierunkowa (D)                 | pozioma (H) | 100 kW   | 23 maja 2022                |
| mazowieckie | RON         | Skierniewice/Bartniki           | 570 MHz             | 33    | dookólna (ND)                  | pozioma (H) | 89 kW    | 23 maja 2022                |
| łódzkie     | SLR         | Łódź/Dąbrowa                    | 514 MHz             | 26    | dookólna (ND)                  | pozioma (H) | 30 kW    | 23 maja 2022                |
| mazowieckie | RTCN        | Przysucha/Kozłowiec             | 514 MHz             | 26    | dookólna (ND)                  | pozioma (H) | 25 kW    | 17 czerwca 2013             |
| łódzkie     | TSR         | Kamieńsk/Zwałowisko             | 514 MHz             | 26    | dookólna (ND)                  | pozioma (H) | 15 kW    | 20 maja 2013                |
| łódzkie     | SLR         | Tomaszów Mazowiecki/Mościckiego | 514 MHz             | 26    | dookólna (ND)                  | pozioma (H) | 8 kW     | 20 maja 2013                |
| łódzkie     | TON         | Kamionka                        | 514 MHz             | 26    | kierunkowa (D)                 | pozioma (H) | 5 kW     | 23 maja 2022                |
| łódzkie     | TON         | Sieciechów                      | 570 MHz             | 33    | kierunkowa (D)                 | pozioma (H) | 4 kW     | 23 maja 2022                |
| łódzkie     | TON         | Tyble                           | 514 MHz             | 26    | kierunkowa (D)                 | pozioma (H) | 2 kW     | 23 maja 2022                |
| łódzkie     | TSR         | Przedbórz/ul. Radomszczańska    | 514 MHz             | 26    | dookólna (ND)                  | pozioma (H) | 0,02 kW  | 17 czerwca 2013             |

Opracowano na podstawie materiałów źródłowych

### Nadajniki z wersją regionalnąTVP3 Olsztyn
| Województwo         | Typ obiektu | Nazwa obiektu                   | Częstotliwość (MHz) | Kanał | Charakterystyka promieniowania | Polaryzacja | Moc (kW) | Data uruchomienia nadajnika |
| ------------------- | ----------- | ------------------------------- | ------------------- | ----- | ------------------------------ | ----------- | -------- | --------------------------- |
| warmińsko-mazurskie | RTCN        | Olsztyn/Pieczewo                | 490 MHz             | 23    | dookólna (ND)                  | pozioma (H) | 110 kW   | 21 października 2011        |
| warmińsko-mazurskie | RTCN        | Giżycko/Miłki                   | 690 MHz             | 48    | dookólna (ND)                  | pozioma (H) | 100 kW   | 23 lipca 2013               |
| warmińsko-mazurskie | RTON        | Iława/Kisielice                 | 490 MHz             | 23    | dookólna (ND)                  | pozioma (H) | 25 kW    | 28 kwietnia 2014            |
| warmińsko-mazurskie | RTON        | Elbląg/Jagodnik                 | 538 MHz             | 29    | dookólna (ND)                  | pozioma (H) | 12 kW    | 25 października 2011        |
| warmińsko-mazurskie | SLR         | Wysoka Wieś/Dylewska Góra       | 490 MHz             | 23    | kierunkowa (D)                 | pozioma (H) | 10 kW    | 27 czerwca 2022             |
| warmińsko-mazurskie | TON         | Braniewo/Zawierz                | 538 MHz             | 29    | kierunkowa (D)                 | pozioma (H) | 1 kW     | 27 czerwca 2022             |
| warmińsko-mazurskie | TSR         | Nowe Miasto Lubawskie/Kurzętnik | 514 MHz             | 26    | kierunkowa (D)                 | pozioma (H) | 0,027 kW | 20 maja 2013                |
| warmińsko-mazurskie | TSR         | Kętrzyn/ul. Łokietka            | 514 MHz             | 26    | kierunkowa (D)                 | pozioma (H) | 0,025 kW | 17 czerwca 2013             |
| warmińsko-mazurskie | RON         | Mrągowo/ul. Spacerowa           | 514 MHz             | 26    | dookólna (ND)                  | pozioma (H) | 0,01 kW  | 17 czerwca 2013             |

Opracowano na podstawie materiałów źródłowych

### Nadajniki z wersją regionalnąTVP3 Opole
| Województwo | Typ obiektu | Nazwa obiektu        | Częstotliwość (MHz) | Kanał | Charakterystyka promieniowania | Polaryzacja | Moc (kW) | Data wyłączenia nadajnika |
| ----------- | ----------- | -------------------- | ------------------- | ----- | ------------------------------ | ----------- | -------- | ------------------------- |
| opolskie    | RTCN        | Opole/Chrzelice      | 578 MHz             | 34    | dookólna (ND)                  | pozioma (H) | 115 kW   | 21 października 2011      |
| opolskie    | SLR         | Olesno/ul. Leśna     | 578 MHz             | 34    | kierunkowa (D)                 | pozioma (H) | 30 kW    | 22 kwietnia 2013          |
| opolskie    | SLR         | Wysoka/Góra św. Anny | 578 MHz             | 34    | kierunkowa (D)                 | pozioma (H) | 30 kW    | 23 maja 2022              |
| opolskie    | TON         | Świerczów            | 578 MHz             | 34    | kierunkowa (D)                 | pozioma (H) | 10 kW    | 23 maja 2022              |
| opolskie    | SLR         | Opole/ul. Korfantego | 578 MHz             | 34    | kierunkowa (D)                 | pozioma (H) | 8 kW     | 28 kwietnia 2014          |

Opracowano na podstawie materiałów źródłowych

### Nadajniki z wersją regionalnąTVP3 Poznań
| Województwo        | Typ obiektu | Nazwa obiektu             | Częstotliwość (MHz) | Kanał | Charakterystyka promieniowania | Polaryzacja | Moc (kW) | Data uruchomienia nadajnika |
| ------------------ | ----------- | ------------------------- | ------------------- | ----- | ------------------------------ | ----------- | -------- | --------------------------- |
| wielkopolskie      | RTCN        | Poznań/Śrem               | 522 MHz             | 27    | dookólna (ND)                  | pozioma (H) | 110 kW   | 27 października 2010        |
| zachodniopomorskie | RTCN        | Piła/Rusinowo             | 554 MHz             | 31    | dookólna (ND)                  | pozioma (H) | 100 kW   | 27 października 2010        |
| wielkopolskie      | RTCN        | Kalisz/Mikstat            | 554 MHz             | 31    | dookólna (ND)                  | pozioma (H) | 100 kW   | 20 maja 2013                |
| wielkopolskie      | RTCN        | Konin/Żółwieniec          | 554 MHz             | 31    | dookólna (ND)                  | pozioma (H) | 100 kW   | 20 maja 2013                |
| wielkopolskie      | TON         | Gniezno/Dębówiec          | 522 MHz             | 27    | kierunkowa (D)                 | pozioma (H) | 40 kW    | 25 kwietnia 2022            |
| wielkopolskie      | RTCN        | Gniezno/Chojna            | 554 MHz             | 31    | dookólna (ND)                  | pozioma (H) | 23 kW    | 20 maja 2013                |
| wielkopolskie      | SLR         | Poznań/Piątkowo           | 522 MHz             | 27    | dookólna (ND)                  | pozioma (H) | 20 kW    | 28 kwietnia 2014            |
| wielkopolskie      | SLR         | Bolewice                  | 554 MHz             | 31    | kierunkowa (D)                 | pozioma (H) | 13 kW    | 7 listopada 2012            |
| wielkopolskie      | SLR         | Kalisz/Chełmce            | 554 MHz             | 31    | dookólna (ND)                  | pozioma (H) | 5 kW     | 20 maja 2013                |
| wielkopolskie      | TSR         | Wągrowiec/ul. Mickiewicza | 554 MHz             | 31    | kierunkowa (D)                 | pozioma (H) | 0,05 kW  | 28 listopada 2012           |
| wielkopolskie      | TSR         | Chodzież/ul. Strzelecka   | 554 MHz             | 31    | dookólna (ND)                  | pozioma (H) | 0,019 kW | 20 maja 2013                |

Opracowano na podstawie materiałów źródłowych

### Nadajniki z wersją regionalnąTVP3 Rzeszów
Stacje główne
| Województwo  | Typ obiektu | Nazwa obiektu           | Częstotliwość (MHz) | Kanał | Charakterystyka promieniowania | Polaryzacja | Moc (kW) | Data uruchomienia nadajnika |
| ------------ | ----------- | ----------------------- | ------------------- | ----- | ------------------------------ | ----------- | -------- | --------------------------- |
| podkarpackie | RTCN        | Rzeszów/Sucha Góra      | 538 MHz             | 29    | dookólna (ND)                  | pozioma (H) | 100 kW   | 19 marca 2013               |
| podkarpackie | RTCN        | Leżajsk/Giedlarowa      | 514 MHz             | 26    | dookólna (ND)                  | pozioma (H) | 70 kW    | 23 lipca 2013               |
| małopolskie  | RTON        | Tarnów/Góra św. Marcina | 538 MHz             | 29    | kierunkowa (D)                 | pozioma (H) | 30 kW    | 28 kwietnia 2014            |
| podkarpackie | TON         | Tarnobrzeg/Machów       | 514 MHz             | 26    | kierunkowa (D)                 | pozioma (H) | 23,2 kW  | 28 kwietnia 2014            |
| podkarpackie | RTON        | Solina/Góra Jawor       | 538 MHz             | 29    | dookólna (ND)                  | pozioma (H) | 20 kW    | 17 czerwca 2013             |
| podkarpackie | RTCN        | Przemyśl/Tatarska Góra  | 514 MHz             | 26    | kierunkowa (D)                 | pozioma (H) | 20 kW    | 17 czerwca 2013             |
| podkarpackie | TON         | Cieszanów               | 514 MHz             | 26    | kierunkowa (D)                 | pozioma (H) | 5 kW     | 23 lipca 2013               |
| podkarpackie | RTON        | Rzeszów/Baranówka       | 538 MHz             | 29    | dookólna (ND)                  | pozioma (H) | 3,7 kW   | 19 marca 2013               |

Stacje doświetlające (TSR)
| Województwo  | Typ obiektu                    | Częstotliwość (MHz) | Kanał | Charakterystyka promieniowania | Polaryzacja | Moc (kW) | Data uruchomienia nadajnika |
| ------------ | ------------------------------ | ------------------- | ----- | ------------------------------ | ----------- | -------- | --------------------------- |
| podkarpackie | Pruchnik/Wzniesienie Na Zadach | 514 MHz             | 26    | dookólna (ND)                  | pozioma (H) | 0,095 kW | 17 czerwca 2013             |
| podkarpackie | Stuposiany/Góra Czereszna      | 538 MHz             | 29    | kierunkowa (D)                 | pozioma (H) | 0,043 kW | 19 marca 2013               |
| podkarpackie | Strzyżów/Działy                | 538 MHz             | 29    | kierunkowa (D)                 | pozioma (H) | 0,04 kW  | 19 marca 2013               |
| podkarpackie | Dynów/Góra Winnica             | 538 MHz             | 29    | kierunkowa (D)                 | pozioma (H) | 0,031 kW | 19 marca 2013               |
| podkarpackie | Rzepedź/Góra Sokoliska         | 538 MHz             | 29    | kierunkowa (D)                 | pozioma (H) | 0,025 kW | 19 marca 2013               |
| podkarpackie | Posada Jaśliska                | 538 MHz             | 29    | kierunkowa (D)                 | pozioma (H) | 0,02 kW  | 19 marca 2013               |
| podkarpackie | Teodorówka/Dukla               | 538 MHz             | 29    | kierunkowa (D)                 | pozioma (H) | 0,02 kW  | 19 marca 2013               |
| podkarpackie | Tylawa/Góra Dział              | 538 MHz             | 29    | dookólna (ND)                  | pozioma (H) | 0,02 kW  | 19 marca 2013               |
| podkarpackie | Majdan                         | 538 MHz             | 29    | kierunkowa (D)                 | pozioma (H) | 0,019 kW | 19 marca 2013               |
| podkarpackie | Hoczew/Góra Czekaj             | 538 MHz             | 29    | dookólna (ND)                  | pozioma (H) | 0,018 kW | 19 marca 2013               |
| podkarpackie | Baligród/Góra Kiczera          | 538 MHz             | 29    | dookólna (ND)                  | pozioma (H) | 0,018 kW | 19 marca 2013               |
| podkarpackie | Iwonicz-Zdrój/Excelsior        | 538 MHz             | 29    | dookólna (ND)                  | pozioma (H) | 0,017 kW | 19 marca 2013               |
| podkarpackie | Zatwarnica/Góra Wierszek       | 538 MHz             | 29    | dookólna (ND)                  | pozioma (H) | 0,017 kW | 19 marca 2013               |
| podkarpackie | Ustrzyki Dolne/Góra Gromadzyń  | 538 MHz             | 29    | dookólna (ND)                  | pozioma (H) | 0,016 kW | 17 czerwca 2013             |
| podkarpackie | Trójca/Góra Jaworów            | 538 MHz             | 29    | dookólna (ND)                  | pozioma (H) | 0,015 kW | 19 marca 2013               |
| podkarpackie | Polana/Góra Szeroka Łąka       | 538 MHz             | 29    | kierunkowa (D)                 | pozioma (H) | 0,014 kW | 19 marca 2013               |
| podkarpackie | Tarnawa/Góra Makówka           | 538 MHz             | 29    | kierunkowa (D)                 | pozioma (H) | 0,013 kW | 19 marca 2013               |
| podkarpackie | Komańcza/Góra Krymieniec       | 538 MHz             | 29    | kierunkowa (D)                 | pozioma (H) | 0,013 kW | 19 marca 2013               |
| podkarpackie | Cisna/Góra Potoczyszcze        | 538 MHz             | 29    | kierunkowa (D)                 | pozioma (H) | 0,013 kW | 19 marca 2013               |
| podkarpackie | Kalnica/Góra Wideta            | 538 MHz             | 29    | kierunkowa (D)                 | pozioma (H) | 0,012 kW | 19 marca 2013               |
| podkarpackie | Bircza/Góra Kamienna           | 538 MHz             | 29    | kierunkowa (D)                 | pozioma (H) | 0,011 kW | 19 marca 2013               |
| podkarpackie | Wołkowyja/Góra Czaków          | 538 MHz             | 29    | dookólna (ND)                  | pozioma (H) | 0,01 kW  | 19 marca 2013               |
| podkarpackie | Olszanica/Góra Kiczera         | 538 MHz             | 29    | kierunkowa (D)                 | pozioma (H) | 0,01 kW  | 19 marca 2013               |
| podkarpackie | Krzemienna/Góra Mały Dział     | 538 MHz             | 29    | kierunkowa (D)                 | pozioma (H) | 0,01 kW  | 19 marca 2013               |
| podkarpackie | Rymanów-Zdrój/wzn. Zamczyska   | 538 MHz             | 29    | kierunkowa (D)                 | pozioma (H) | 0,01 kW  | 19 marca 2013               |
| podkarpackie | Solina/Góra Plasza             | 538 MHz             | 29    | kierunkowa (D)                 | pozioma (H) | 0,01 kW  | 19 marca 2013               |
| podkarpackie | Zahoczewie/Góra Szerokie       | 538 MHz             | 29    | dookólna (ND)                  | pozioma (H) | 0,01 kW  | 19 marca 2013               |
| podkarpackie | Czarna                         | 538 MHz             | 29    | kierunkowa (D)                 | pozioma (H) | 0,01 kW  | 19 marca 2013               |
| podkarpackie | Lutowiska                      | 538 MHz             | 29    | kierunkowa (D)                 | pozioma (H) | 0,01 kW  | 19 marca 2013               |
| podkarpackie | Sanok/Góra Parkowa             | 538 MHz             | 29    | dookólna (ND)                  | pozioma (H) | 0,01 kW  | 19 marca 2013               |

Opracowano na podstawie materiałów źródłowych

### Nadajniki z wersją regionalnąTVP3 Szczecin
| Województwo        | Typ obiektu | Nazwa obiektu           | Częstotliwość (MHz) | Kanał | Charakterystyka promieniowania | Polaryzacja | Moc (kW) | Data uruchomienia nadajnika |
| ------------------ | ----------- | ----------------------- | ------------------- | ----- | ------------------------------ | ----------- | -------- | --------------------------- |
| zachodniopomorskie | RTCN        | Szczecin/Kołowo         | 690 MHz             | 48    | kierunkowa (D)                 | pozioma (H) | 120 kW   | 27 października 2010        |
| zachodniopomorskie | RTCN        | Koszalin/Gołogóra       | 610 MHz             | 38    | kierunkowa (D)                 | pozioma (H) | 71 kW    | 20 maja 2013                |
| zachodniopomorskie | RTCN        | Białogard/Sławoborze    | 610 MHz             | 38    | dookólna (ND)                  | pozioma (H) | 50 kW    | 20 maja 2013                |
| zachodniopomorskie | RTCN        | Piła/Rusinowo           | 570 MHz             | 33    | dookólna (ND)                  | pozioma (H) | 35 kW    | 28 kwietnia 2014            |
| zachodniopomorskie | RSN         | Szczecin/Warszewo       | 690 MHz             | 48    | kierunkowa (D)                 | pozioma (H) | 14 kW    | 28 kwietnia 2014            |
| zachodniopomorskie | EKSP        | Grzywacz                | 690 MHz             | 48    | kierunkowa (D)                 | pozioma (H) | 4 kW     | 20 maja 2013                |
| zachodniopomorskie | RTON        | Koszalin/Góra Chełmska  | 610 MHz             | 38    | dookólna (ND)                  | pozioma (H) | 3,5 kW   | 20 maja 2013                |
| zachodniopomorskie | TSR         | Trzęsacz                | 610 MHz             | 38    | kierunkowa (D)                 | pozioma (H) | 0,1 kW   | 25 kwietnia 2022            |
| zachodniopomorskie | RTON        | Świnoujście/Chrobrego   | 690 MHz             | 48    | kierunkowa (D)                 | pozioma (H) | 0,1 kW   | lipiec/sierpień 2023        |
| zachodniopomorskie | RTON        | Gryfice/ul. Trzygłowska | 610 MHz             | 38    | dookólna (ND)                  | pozioma (H) | 0,01 kW  | 20 maja 2013                |
| zachodniopomorskie | TSR         | Łobez/ul. Podgórna      | 610 MHz             | 38    | dookólna (ND)                  | pozioma (H) | 0,01 kW  | 20 maja 2013                |
| zachodniopomorskie | TSR         | Trzebiatów/ul. Wodna    | 610 MHz             | 38    | dookólna (ND)                  | pozioma (H) | 0,01 kW  | 20 maja 2013                |

Opracowano na podstawie materiałów źródłowych

### Nadajniki z wersją regionalnąTVP3 Warszawa
| Województwo | Typ obiektu | Nazwa obiektu               | Częstotliwość (MHz) | Kanał | Charakterystyka promieniowania | Polaryzacja | Moc (kW) | Data uruchomienia nadajnika |
| ----------- | ----------- | --------------------------- | ------------------- | ----- | ------------------------------ | ----------- | -------- | --------------------------- |
| mazowieckie | RTCN        | Warszawa/Raszyn             | 522 MHz             | 27    | dookólna (ND)                  | pozioma (H) | 130 kW   | 27 października 2010        |
| mazowieckie | RTCN        | Płock/Rachocin              | 618 MHz             | 39    | dookólna (ND)                  | pozioma (H) | 100 kW   | 17 czerwca 2013             |
| mazowieckie | RTCN        | Siedlce/Łosice              | 554 MHz             | 31    | kierunkowa (D)                 | pozioma (H) | 65 kW    | 27 października 2010        |
| mazowieckie | RTON        | Ostrołęka/Ławy              | 642 MHz             | 42    | dookólna (ND)                  | pozioma (H) | 60 kW    | 23 lipca 2013               |
| mazowieckie | TON         | Płock/Radziwie              | 618 MHz             | 39    | dookólna (ND)                  | pozioma (H) | 37 kW    | 28 kwietnia 2014            |
| mazowieckie | RON         | Radom/ul. Przytycka         | 522 MHz             | 27    | dookólna (ND)                  | pozioma (H) | 30 kW    | 17 czerwca 2013             |
| mazowieckie | TON         | Ciechanów/ul. Monte Cassino | 642 MHz             | 42    | dookólna (ND)                  | pozioma (H) | 14 kW    | 17 czerwca 2013             |
| mazowieckie | SLR         | Chruszczewka                | 554 MHz             | 31    | dookólna (ND)                  | pozioma (H) | 10 kW    | 17 czerwca 2013             |
| mazowieckie | RTCN        | Warszawa/PKiN               | 522 MHz             | 27    | dookólna (ND)                  | pozioma (H) | 10 kW    | 27 października 2010        |
| lubelskie   | RTCN        | Dęblin/Ryki                 | 522 MHz             | 27    | kierunkowa (D)                 | pozioma (H) | 8 kW     | 28 kwietnia 2014            |
| mazowieckie | SLR         | Różan                       | 642 MHz             | 42    | dookólna (ND)                  | pozioma (H) | 6 kW     | 17 czerwca 2013             |
| mazowieckie | TON         | Jastrzębiec                 | 642 MHz             | 42    | kierunkowa (D)                 | pozioma (H) | 5 kW     | 27 czerwca 2022             |
| mazowieckie | TON         | Lipsko/ul. Spacerowa        | 522 MHz             | 27    | dookólna (ND)                  | pozioma (H) | 3 kW     | 27 czerwca 2022             |
| mazowieckie | TSR         | Ostrów Mazowiecka/Podborze  | 642 MHz             | 42    | kierunkowa (D)                 | pozioma (H) | 0,038 kW | 17 czerwca 2013             |

Opracowano na podstawie materiałów źródłowych

### Nadajniki z wersją regionalnąTVP3 Wrocław
Stacje główne
| Województwo  | Typ obiektu | Nazwa obiektu              | Częstotliwość (MHz) | Kanał | Charakterystyka promieniowania | Polaryzacja | Moc (kW) | Data uruchomienia nadajnika |
| ------------ | ----------- | -------------------------- | ------------------- | ----- | ------------------------------ | ----------- | -------- | --------------------------- |
| dolnośląskie | RTCN        | Wrocław/Ślęża              | 506 MHz             | 25    | dookólna (ND)                  | pozioma (H) | 100 kW   | 22 kwietnia 2013            |
| dolnośląskie | RTON        | Jelenia Góra/Śnieżne Kotły | 498 MHz             | 24    | kierunkowa (D)                 | pozioma (H) | 100 kW   | 23 lipca 2013               |
| dolnośląskie | RTON        | Kłodzko/Czarna Góra        | 506 MHz             | 25    | kierunkowa (D)                 | pozioma (H) | 50 kW    | 23 kwietnia 2013            |
| dolnośląskie | RTON        | Wrocław/Żórawina           | 506 MHz             | 25    | kierunkowa (D)                 | pozioma (H) | 30 kW    | 24 października 2011        |
| dolnośląskie | RTON        | Lubań/Nowa Karczma         | 498 MHz             | 24    | dookólna (ND)                  | pozioma (H) | 20 kW    | 23 lipca 2013               |
| dolnośląskie | RTON        | Wałbrzych/Chełmiec         | 506 MHz             | 25    | kierunkowa (D)                 | pozioma (H) | 20 kW    | 22 kwietnia 2013            |
| dolnośląskie | TON         | Głogów/Jakubów             | 498 MHz             | 24    | kierunkowa (D)                 | pozioma (H) | 5 kW     | 23 lipca 2013               |
| dolnośląskie | SLR         | Legnica/ul. Piastowska     | 498 MHz             | 24    | dookólna (ND)                  | pozioma (H) | 2,8 kW   | 24 października 2011        |
| dolnośląskie | TON         | Drołtowice                 | 506 MHz             | 25    | kierunkowa (D)                 | pozioma (H) | 2,6 kW   | 28 marca 2022               |
| dolnośląskie | RTON        | Kudowa-Zdrój/Góra Parkowa  | 506 MHz             | 25    | kierunkowa (D)                 | pozioma (H) | 0,05 kW  | 22 kwietnia 2013            |

Stacje doświetlające (TSR)
| Województwo  | Nazwa obiektu                   | Częstotliwość (MHz) | Kanał | Charakterystyka promieniowania | Polaryzacja | Moc (kW) | Data uruchomienia nadajnika |
| ------------ | ------------------------------- | ------------------- | ----- | ------------------------------ | ----------- | -------- | --------------------------- |
| dolnośląskie | Bogatynia/Góra Wysoka           | 498 MHz             | 24    | dookólna (ND)                  | pozioma (H) | 0,065 kW | 23 lipca 2013               |
| dolnośląskie | Kulin Kłodzki/Góra Grodziec     | 506 MHz             | 25    | dookólna (ND)                  | pozioma (H) | 0,051 kW | 23 kwietnia 2013            |
| dolnośląskie | Duszniki-Zdrój/Podgórze         | 506 MHz             | 25    | kierunkowa (D)                 | pozioma (H) | 0,026 kW | 23 kwietnia 2013            |
| dolnośląskie | Radków/Góra Guzowata            | 506 MHz             | 25    | dookólna (ND)                  | pozioma (H) | 0,026 kW | 22 kwietnia 2013            |
| dolnośląskie | Wojcieszów/Góra Miłek           | 498 MHz             | 24    | kierunkowa (D)                 | pozioma (H) | 0,023 kW | 23 lipca 2013               |
| dolnośląskie | Lubawka/Góra Święta             | 506 MHz             | 25    | dookólna (ND)                  | pozioma (H) | 0,021 kW | 22 kwietnia 2013            |
| dolnośląskie | Piechowice/Górzyniec            | 498 MHz             | 24    | kierunkowa (D)                 | pozioma (H) | 0,019 kW | 23 lipca 2013               |
| dolnośląskie | Wleń/Modrzewie                  | 498 MHz             | 24    | kierunkowa (D)                 | pozioma (H) | 0,018 kW | 23 lipca 2013               |
| dolnośląskie | Mieroszów/Wzgórze Cmentarne     | 506 MHz             | 25    | dookólna (ND)                  | pozioma (H) | 0,016 kW | 23 kwietnia 2013            |
| dolnośląskie | Leśna/Wzgórze Baworowo          | 498 MHz             | 24    | dookólna (ND)                  | pozioma (H) | 0,016 kW | 23 lipca 2013               |
| dolnośląskie | Świerzawa/ul. Mickiewicza       | 498 MHz             | 24    | dookólna (ND)                  | pozioma (H) | 0,014 kW | 23 lipca 2013               |
| dolnośląskie | Karpacz Górny/ul. Spokojna      | 498 MHz             | 24    | kierunkowa (D)                 | pozioma (H) | 0,014 kW | 22 kwietnia 2013            |
| dolnośląskie | Lubawka/Ulanowice               | 506 MHz             | 25    | kierunkowa (D)                 | pozioma (H) | 0,014 kW | 22 kwietnia 2013            |
| dolnośląskie | Lądek-Zdrój/Góra Dzielec        | 506 MHz             | 25    | kierunkowa (D)                 | pozioma (H) | 0,013 kW | 23 kwietnia 2013            |
| dolnośląskie | Kamienna Góra/Góra Kościelna    | 498 MHz             | 24    | kierunkowa (D)                 | pozioma (H) | 0,012 kW | 23 lipca 2013               |
| dolnośląskie | Nowa Ruda/Góra Krępiec          | 506 MHz             | 25    | dookólna (ND)                  | pozioma (H) | 0,012 kW | 23 kwietnia 2013            |
| dolnośląskie | Głuszyca/Kościół                | 506 MHz             | 25    | dookólna (ND)                  | pozioma (H) | 0,011 kW | 22 kwietnia 2013            |
| dolnośląskie | Działoszyn/Centrum METEO        | 498 MHz             | 24    | kierunkowa (D)                 | pozioma (H) | 0,011 kW | 23 lipca 2013               |
| dolnośląskie | Bardo Śląskie/Wzgórze Różańcowe | 506 MHz             | 25    | dookólna (ND)                  | pozioma (H) | 0,011 kW | 22 kwietnia 2013            |
| dolnośląskie | Stronie Śląskie/Osiedle Morawka | 506 MHz             | 25    | kierunkowa (D)                 | pozioma (H) | 0,011 kW | 23 kwietnia 2013            |
| dolnośląskie | Świeradów-Zdrój/Góra Zajęcznik  | 498 MHz             | 24    | dookólna (ND)                  | pozioma (H) | 0,01 kW  | 23 lipca 2013               |
| dolnośląskie | Szczytna/Góra Szczytnik         | 506 MHz             | 25    | kierunkowa (D)                 | pozioma (H) | 0,01 kW  | 23 kwietnia 2013            |
| dolnośląskie | Jedlina-Zdrój/Góra Kawiniec     | 506 MHz             | 25    | kierunkowa (D)                 | pozioma (H) | 0,01 kW  | 22 kwietnia 2013            |
| dolnośląskie | Walim/Góra Ostra                | 506 MHz             | 25    | kierunkowa (D)                 | pozioma (H) | 0,01 kW  | 22 kwietnia 2013            |
| dolnośląskie | Sokołowsko/Polana               | 506 MHz             | 25    | dookólna (ND)                  | pozioma (H) | 0,01 kW  | 22 kwietnia 2013            |
| dolnośląskie | Szczytna/Szklana Góra           | 506 MHz             | 25    | kierunkowa (D)                 | pozioma (H) | 0,01 kW  | 23 kwietnia 2013            |
| dolnośląskie | Słupiec/Góra Kościelec          | 506 MHz             | 25    | dookólna (ND)                  | pozioma (H) | 0,01 kW  | 23 kwietnia 2013            |
| dolnośląskie | Ścięgny/Góra Pohulanka          | 498 MHz             | 24    | dookólna (ND)                  | pozioma (H) | 0,01 kW  | 22 kwietnia 2013            |
| dolnośląskie | Zgorzelec/ul. Górna             | 498 MHz             | 24    | kierunkowa (D)                 | pozioma (H) | 0,01 kW  | 23 lipca 2013               |
| dolnośląskie | Kowary/Góra Rudnik              | 498 MHz             | 24    | kierunkowa (D)                 | pozioma (H) | 0,01 kW  | 23 lipca 2013               |

Opracowano na podstawie materiałów źródłowych